# رغل تتاري
الرغل التتاري (الاسم العلمي: Atriplex tatarica) هو نوع نباتي يتبع جنس الرغل من الفصيلة القطيفية.

## الموئل والانتشار
موطنها بلاد الشام ومصر والمغرب العربي وتركيا والقوقاز والنصف الشرقي من أوروبا.

## مرادفات للاسم العلمي
- (باللاتينية: Atriplex diffusa)
- (باللاتينية:   							                                                          							 								                             	Atriplex graeca)
- (باللاتينية:   							                                                          							 								                             	Atriplex laciniata)
- (باللاتينية:   							                                                          							 								                             	Atriplex olivieri)
- (باللاتينية:   							                                                          							 								                             	Atriplex veneta)